# Katherine MacDonald
Katherine MacDonald (ur. 14 grudnia 1881, zm. 4 czerwca 1956) – amerykańska producentka filmowa i aktorka. Była siostrą aktorki Mary MacLaren.

## Filmografia
producentka
- 1920: Curtain
- 1920: The Turning Point
- 1921: Stranger Than Fiction

aktorka
- 1918: Mr. Fix-It jako Georgiana Burroughs
- 1921: The Beautiful Liar jako Helen Haynes / Elsie Parmelee
- 1923: Refuge jako Nadia
- 1926: Old Loves and New jako Lady Elinor Carew

## Wyróżnienia
Posiada swoją gwiazdę na Hollywoodzkiej Alei Gwiazd.